# Patricia McKillop
Patricia Jean „Pat” McKillop z domu Fraser (ur. 15 lipca 1956) – zimbabwejska hokeistka na trawie, złota medalistka olimpijska.
Wraz z drużyną reprezentowała swój kraj na igrzyskach w Moskwie – w turnieju kobiet wywalczyły pierwsze miejsce, zdobywając jednocześnie pierwszy medal olimpijski w historii występów Zimbabwe na igrzyskach olimpijskich. W trakcie olimpiady zawodniczka zdobyła najwięcej bramek (6) dla swojej drużyny. Zawodniczka klubu Bulawayo Athletic.
Jej brat Derek Fraser również był reprezentantem Zimbabwe w hokeju na trawie.